# Entre platos anda el juego
Entre platos anda el juego va ser un concurs de televisió, emès per Telecinco entre 1990 i 1993.

## Mecànica
Concurs de preguntes i respostes, emès de dilluns a divendres en horari de sobretaula. La particularitat de l'espai consistia en el fet que el qüestionari estava sempre relacionat amb el món de la gastronomia. A més, el concurs estava amanit amb números d'humor a càrrec de Rafaela Aparicio.

## Presentadors
Els conductors inicials van ser Juanito Navarro i Simón Cabido en la pell dels personatges que els havien proporcionat gran popularitat una dècada abans: Don Ciruelo i Doña Cocleta. Arran de la malaltia de Cabido (que va acabar en la seva defunció al maig de 1992), des de febrer de 1992 el seu lloc va ser ocupat per Miguel Caiceo. Posteriorment, al juny de 1992, seria el mateix Navarro el que abandonés el programa, sent substituït per Jordi LP a partir de setembre i fins a la cancel·lació definitiva de l'espai.